# Leaders Party of Vanuatu
Die Leaders Party of Vanuatu (LPV) ist eine politische Partei in Vanuatu.

## Geschichte
Die Partei wurde 2015 von Jotham Napat, einem ehemaligen Generaldirektor des Ministry of Infrastructure and Public Utilities, gegründet. In den Wahlen in Vanuatu 2016 stellte die Partei fünf Kandidaten auf und gewann einen Sitz; Napat in Tanna. In den Wahlen in Vanuatu 2020 konnte die Partei vier Sitze dazugewinnen und hat nunmehr fünf Sitze im Parlament.

## Wahlergebnisse
| Wahl      | Stimmen | %    | Mandate |
| --------- | ------- | ---- | ------- |
| Wahl 2016 | 2.459   | 2,2  | 1 / 52  |
| Wahl 2020 | 17.992  | 12,5 | 5 / 52  |
| Wahl 2022 | 9.736   | 7,4  | 5 / 52  |